# Зиновский, Владимир Иванович
Владимир Иванович Зино́вский (бел. Уладзімір Іванавіч Зіноўскі; род. 19 ноября 1955, Елизово, Осиповичский район, Могилёвская область) — белорусский государственный деятель, министр статистики и анализа Республики Беларусь, председатель Национального статистического комитета в 1998—2014 годах, министр экономики с 27 декабря 2014 года по август 2018 года.

## Биография
Родился в рабочем посёлке Елизово в Осиповичском районе Могилёвской области. Окончил Белорусский государственный институт народного хозяйства им. В. В. Куйбышева (в настоящее время — Белорусский государственный экономический университет), специальность — «Статистика». В 1993 году окончил Академию управления при Совете министров РБ.
После окончания учёбы занимал должность секретаря организации ЛКСМБ на учётно-экономическом факультете, затем стал секретарём комитета комсмомола БГИНХ. В 1981-83 годах работал старшим инженером Главного управления вычислительных работ Центрального статистического управления (ЦСУ) БССР, затем работал экономистом, ведущим экономистом и помощником начальника ЦСУ. В 1986-89 годах работал заместителем начальника статистического управления по Минской области и Минского областного управления статистики. В 1989-92 годах работал в аппарате Совета министров БССР и Республики Беларусь — сначала старшим референтом, затем ведущим специалистом и главным специалистом. В 1992-94 годах был заместителем Государственного статистического комитета, после его реорганизации в 1994 году — заместителем министра статистики и анализа. С 1998 до 2008 года был министром статистики и анализа. После реорганизации министерства до 2014 года возглавлял Национальный статистический комитет; при этом как глава комитета участвовал в заседаниях правительства.
27 декабря 2014 года назначен министром экономики Республики Беларусь.
18 августа 2018 года был заменен Дмитрием Крутым в ходе смены правительства Президентом РБ.

## Награды
- Орден Отечества III степени.
- Орден Почёта (2005 год).
- Медаль «За вклад в развитие Евразийского экономического союза» (29 мая 2019 года, Высший Евразийский экономический совет)[2].